# Main (Schiff, 1900)
Das Kombischiff Main wurde von Blohm & Voss für den Norddeutschen Lloyd (NDL) und dessen kombinierten Passagier- und Frachtdienst nach Nordamerika gebaut. Sie war das zweite Schiff des NDL mit diesem Namen und wird daher oft als Main (II) bezeichnet.
Ihre Schwesterschiffe waren die Rhein und die Neckar. Es handelte sich um große Einschornsteinschiffe mit vier Masten.

## Geschichte

### Dienst für den NDL
Die Main lief am 10. Februar 1900 vom Stapel und wurde am 22. April an den NDL abgeliefert. Sechs Tage später trat sie ihre Jungfernfahrt über Cherbourg nach New York an. Am 30. Juni 1900 geriet sie beim großen Brand des Hoboken-Piers auch in Brand und wurde schwer beschädigt. Erst nach sieben Stunden konnte sie losgemacht und nach Weehawken geschleppt werden, wo sie auf Grund gesetzt wurde. Zu allgemeinem Erstaunen krochen dort noch 16 Kohlentrimmer aus einem Kohlenbunker, in dem sie ausgeharrt hatten. Es dauerte noch Tage, bis das Schiff zu brennen aufhörte. Erst am 27. Juli konnte es gehoben und nach Newport News zur Reparatur geschleppt werden. Am 15. Oktober 1901 wurde die Main wieder in Dienst genommen.
Im August 1902 wurde sie erstmals nach Baltimore eingesetzt. 1906 wurde, wie zuvor schon auf den beiden Schwesterschiffen, auch auf der Main die Passagiereinrichtung verändert, um den Erfordernissen des Auswanderverkehrs in die USA besser gerecht zu werden. Die Kabinen der I. Klasse wurden beseitigt, die Kapazität der II. Klasse wurde erweitert, und vor allem wurde Platz geschaffen für etwa 2.800 Passagiere im Zwischendeck. Wie ihre Schwesterschiffe diente auch die Main vor allem dem Auswandererverkehr in die USA.
Wie ihre Schwesterschiffe Rhein und Neckar wurde auch die Main zu Ablösungstransporten für die Schiffsbesatzungen und Landtruppen des deutschen Kreuzergeschwaders eingesetzt. Sie wickelte diesen Austausch vom 30. April bis zum 10. August 1902 (neun Tage in Tsingtau), vom 2. Mai bis zum 10. August 1903 (5 Tage in Tsingtau) sowie vom 5. Mai bis zum 11. August 1903 (10 Tage in Tsingtau) jeweils über Bremerhaven ab.
Im Juni 1914 machte sie ihre letzte Fahrt zwischen Bremerhaven und Baltimore.

### Krieg und Endschicksal derMain
Bei Kriegsausbruch befand sie sich in Antwerpen, wo sie von der belgischen Regierung als Feindeigentum beschlagnahmt wurde, kam aber im Oktober durch die Besetzung Belgiens wieder in deutschen Besitz. Sie verblieb während des Krieges in Antwerpen.
Nach Kriegsende wurde sie am 21. Mai 1919 nach Großbritannien ausgeliefert und dort von verschiedenen Reedereien zu Nachkriegstransporten eingesetzt. Ende Juni 1921 wurde das Schiff als Kriegsbeute an Frankreich übergeben, ohne jedoch noch einmal in Dienst gestellt zu werden.
1925 erfolgte der Abbruch der Main in Frankreich.